# Izuzeće (Katoličko kanonsko pravo)
U Katoličkoj Crkvi izuzeće je potpuno ili djelomično oslobađanje crkvene osobe, korporacije ili ustanove od vlasti prelata sljedećeg ranga.  Na primjer, Zadarska nadbiskupija i Latinski patrijarhat u Jeruzalemu su izuzeti jer su izravno podređeni Svetoj Stolici.